# 225년

## 연호
- 위(魏) 황초(黃初) 6년
- 촉(蜀) 건흥(建興) 3년
- 동오(東吳) 황무(黃武) 4년

## 기년
- 위(魏) 문제(文帝) 6년
- 촉(蜀) 후주(後主) 3년
- 동오(東吳) 손권(孫權) 4년
- 신라(新羅) 내해 이사금(奈解泥師今) 30년
- 고구려(高句麗) 산상왕(山上王) 29년
- 백제(百濟) 구수왕(仇首王) 12년

## 사건
- 제갈량의 남정

## 탄생
- 중국 진나라의 대명장 종회
- 기독교 순교자 라우렌시오